# Alina Dumitru
Alina Alexandra Dumitru (Bucarest, 30 de agosto de 1982) es una deportista rumana que compitió en judo.
Participó en tres Juegos Olímpicos, obteniendo dos medallas: oro en Pekín 2008 y plata en Londres 2012, ambas en la categoría de –48 kg, y el quinto lugar en 2004.
Ganó tres medallas en el Campeonato Mundial de Judo entre los años 2005 y 2010, y diez medallas en el Campeonato Europeo de Judo entre los años 2002 y 2012.
En 2008 fue condecorada con la Orden del Mérito Deportivo de clase I.

## Palmarés internacional
| Juegos Olímpicos   | Juegos Olímpicos        | Juegos Olímpicos  | Juegos Olímpicos |
| Año                | Lugar                   | Medalla           | Categoría        |
| ------------------ | ----------------------- | ----------------- | ---------------- |
| 2008               | Pekín (China)           | Medalla de oro    | –48 kg           |
| 2012               | Londres (Reino Unido)   | Medalla de plata  | –48 kg           |
| Campeonato Mundial |                         |                   |                  |
| Año                | Lugar                   | Medalla           | Categoría        |
| 2005               | El Cairo (Egipto)       | Medalla de bronce | –48 kg           |
| 2007               | Río de Janeiro (Brasil) | Medalla de bronce | –48 kg           |
| 2010               | Tokio (Japón)           | Medalla de bronce | –48 kg           |
| Campeonato Europeo |                         |                   |                  |
| Año                | Lugar                   | Medalla           | Categoría        |
| 2002               | Maribor (Eslovenia)     | Medalla de bronce | –52 kg           |
| 2004               | Bucarest (Rumania)      | Medalla de oro    | –48 kg           |
| 2005               | Róterdam (Países Bajos) | Medalla de oro    | –48 kg           |
| 2006               | Tampere (Finlandia)     | Medalla de oro    | –48 kg           |
| 2007               | Belgrado (Serbia)       | Medalla de oro    | –48 kg           |
| 2008               | Lisboa (Portugal)       | Medalla de oro    | –48 kg           |
| 2009               | Tiflis (Georgia)        | Medalla de bronce | –48 kg           |
| 2010               | Viena (Austria)         | Medalla de oro    | –48 kg           |
| 2011               | Estambul (Turquía)      | Medalla de oro    | –48 kg           |
| 2012               | Cheliábinsk (Rusia)     | Medalla de oro    | –48 kg           |